# Idiocera (Idiocera) curticellula
Idiocera (Idiocera) curticellula is een tweevleugelige uit de familie steltmuggen (Limoniidae). De soort komt voor in het Oriëntaals gebied.